# 古今亭駒子
古今亭 駒子（ここんてい こまこ、1972年12月2日 - ）は、女流落語家。落語協会所属の真打。本名：高木 厚子。

## 来歴
群馬県甘楽郡甘楽町（かんらまち）出身。群馬県立富岡東高等学校、駒澤短期大学卒業。社会人を経て2003年、古今亭菊千代に入門。2004年3月、前座となる。前座名「ちよりん」。
2007年5月、林家たこ平と共に二ツ目昇進。
2018年9月21日、真打昇進「古今亭駒子」と改名。

## 芸歴
- 2003年∶古今亭菊千代に入門。
- 2004年3月∶前座となる、前座名「ちよりん」。
- 2007年5月∶二ツ目昇進。
- 2018年9月∶真打昇進、「駒子」と改名。

## 出囃子
- シャンラン節（2007年 - 2018年）
- デイ・ドリーム・ビリーバー（2018年 - ）

## 人物
真打昇進同期5名の古今亭駒治、柳家小平太、柳家勧之助、林家たこ蔵（たこ平改め）、駒子のうち紅一点。古今亭菊千代が師匠で女性落語家の弟子として初の女性真打誕生、群馬県出身女性で初めて真打昇進となった
。
中国、台湾、タイで日本人向けに公演を行っている。「移動距離は自慢できる。師匠の元でなければ今日の日を迎える事はできなかった。広い心で許してもらったところがある」と感謝。菊千代は「強情な弟子で、大変なこともあった。個性を持って、人情味のある噺家になってほしい」と激励した

。
所属団体や流派の垣根を超えた女流落語家ユニット「落語ガールズ」に所属。
浅草演芸ホール8月中席で毎年行われる住吉踊り連に所属している。

## 出演

### 映画
- 落語物語（林家しん平監督、2011年）

## 関連
駒子
- 5代目古今亭志ん生門下に金原亭駒子がいた。女流。詳らかならず。「金原亭馬子」表記もある。